# Sueca
Sueca è un comune spagnolo situato nella comunità autonoma Valenciana.